# Live at Cabaret Metro 10-5-88
Live at Cabaret Metro 10-5-88 är ett livealbum med rockgruppen The Smashing Pumpkins. Albumet gavs enbart ut i CD-format i ett pappersfodral, var begränsad till 1200 exemplar och delades ut till publiken som såg The Smashing Pumpkins sista konsert på The Metro i Chicago den 2 december 2000, strax innan splittringen. Samtliga låtar på skivan är som titeln beskriver det, live från 1988. Omslaget för skivan är en bild ritad av James Iha föreställandes en dykare med en så kallad bergsprängare kopplad till hjälmen.

## Låtlista
1. "There It Goes"
2. "She"
3. "My Eternity"
4. "Under Your Spell"
5. "Bleed"
6. "Spiteface"
7. "Nothing and Everything"